# Concheiros de Muge
O sítio arqueológico dos Concheiros de Muge, em Salvaterra de Magos, foram descobertos em 1863 pelo geólogo Carlos Ribeiro e constituem o maior complexo mesolítico da Europa, podendo designar-se os concheiros como «colinas artificiais» onde se estabeleceram sazonalmente várias comunidades de caçadores-recolectores que faziam da apanha de moluscos uma das suas principais actividades.
Os Concheiros de Muge estão classificados como Monumento Nacional desde 2011.

## Descrição
Concheiros são sítios caracterizados por neles existirem grandes acumulações de conchas, as conchas são restos de alimentos e assim também se encontram nos concheiros restos de outros animais, como ossos e restos esqueléticos de peixes. Os concheiros são conhecidos desde o século XIX por Pereira da Costa, Carlos Ribeiro, os quais escavaram na ribeira de Muge. Os Concheiros de Muge são dos sítios mais conhecidos da arqueologia pré-histórica. Também se encontraram concheiros no norte da Europa. Nestes concheiros reuniam-se as actividades ligadas ao quotidiano e a actividades ligadas com a morte, pois eram concheiros de grandes dimensões construídos com lixo de gerações e gerações que ali habitaram e os mortos também eram enterrados nos concheiros. 

## Concheiro da Moita do Sebastião
Concheiro da Moita do Sebastião, é um concheiro de 50 por 50 metros, 2500 m² (equivalente a meio campo de futebol), foi escavado por Jean Roche (francês) e o concheiro permitiu compreender um planeamento familiar. No centro do concheiro apareceram 60 buracos de poste, constituem testemunhos de uma estrutura latente, a organização dos buracos permitiu compreender que alli tinha sido construída uma estrutura semi-circular com toros e talvez com barro para abrigar da chuva e do vento. A cabana tem a zona de entrada voltada para sul, protegendo as pessoas do vento de norte e de noroeste, assim a cabana está no centro e orientada tendo em vista a protecção do vento. 
Testemunhos de outra cabana construída a posteriori de forma rectangular e que também ocupa o centro do conjunto de estruturas. No lado sul foram encontradas estruturas de combustão com 3 metros de diâmetro e constituída com calhaus, as suas dimensões permitem pensar que serviam para fumar e secar o peixe ou carne com vista à conservação dos alimentos a longo tempo. 
Encontraram-se fossas ou silos abertos no solo onde se conservariam os alimentos em meio anaeróbico. Sepultamentos ritualizados de Homens e Mulheres em idade adulta ocupam o lado nascente do habitat, junto à cabana, os mortos eram inumados em posição fetal com os braços dobrados sobre o peito, com as pernas contraídas, com a cabeça orientada para norte, com a face voltada para nascente e pés orientados para sul, quererá isto dizer que acreditavam no renascimento ou na vida pós-morte. A necrópole dos adultos encontra-se a nascente da área ocupada. Não se encontram objectos nem artefactos votivos e os objectos encontrados são raros, encontrando-se conchas perfuradas que poderiam ser de braceletes nas pernas ou pulseiras, as quais foram encontradas junto ao corpo, e amuletos, nalguns casos foram encontrados pontas trapezoidais. Conhecem-se rituais de ocre de pessoas que foram polvilhadas com ocre, também foram encontradas pedras debaixo da cabeça do morto para que a cabeça ficasse mais levantada. Alguns crânios mostram sinais de terem sido escalpelizados (do escalpe ter sido retirado). 
Necrópole das crianças, a mortalidade infantil era elevada, não havia estatuto diferenciável entre os adultos, mas havia entre os adultos e as crianças, a necrópole das crianças encontra-se na área produtiva do acampamento para propiciar a actividade económica, estes sepultamentos tinham valor simbólico e as crianças tinham valor de fertilidade e assim eram enterradas na zona de produção. Este planeamento mostra um simbolismo subtil que só a escavação em extensão mostra. A cabana era feita de paus e revestida de colmo, tinha uma estrutura circular, mostra no interior algumas divisões que têm a ver com espaços onde existiriam leitos (camas), haveria uma zona de armazenamento e cozinhava-se no exterior e no interior poderiam habitar 8 ou 10 pessoas.